# 摂津市立千里丘小学校
摂津市立千里丘小学校（せっつしりつ せんりおか しょうがっこう）は、大阪府摂津市にある公立小学校。

## 沿革
味舌村立小学校（現在の摂津市立味舌小学校）より分離する形で、1950年4月1日の三島郡味舌町の町制施行と同時に、町で2番目の小学校・味舌町立千里丘小学校として開校した。

## 通学区域
- 摂津市 千里丘1～7丁目、千里丘新町

卒業生は原則として摂津市立第三中学校へ進学する。

## 交通
- 西日本旅客鉄道（JR西日本）東海道本線千里丘駅から西へ約700m。大阪府道14号大阪高槻京都線（産業道路）沿い。